# Kanton Le Loroux-Bottereau
Kanton Le Loroux-Bottereau (fr. Canton du Loroux-Bottereau) je francouzský kanton v departementu Loire-Atlantique v regionu Pays de la Loire. Tvoří ho sedm obcí.

## Obce kantonu
- Barbechat
- La Boissière-du-Doré
- La Chapelle-Basse-Mer
- La Remaudière
- Le Landreau
- Le Loroux-Bottereau
- Saint-Julien-de-Concelles